# Biblioteca Nacional da Rússia

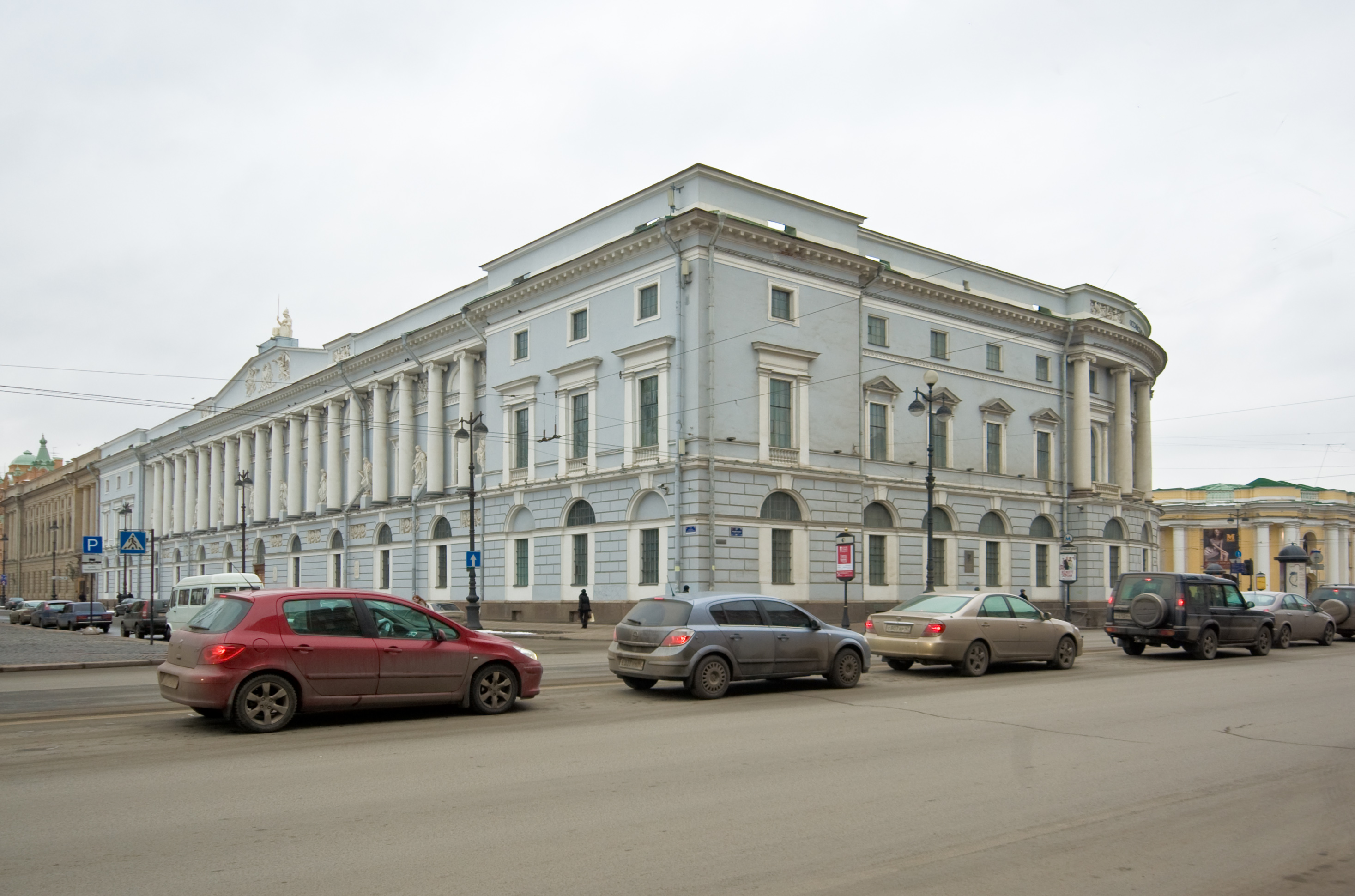
Biblioteca Nacional Russa.

A Biblioteca Nacional da Rússia (em russo: Росси́йская национа́льная библиоте́ка, transl. Rossíyskaya natsionál'naya bibliotéka), localizada em São Petersburgo, é uma biblioteca estatal da Rússia, uma das maiores do mundo. Possui um grande acervo original de documentos em russo e em línguas estrangeiras. Foi formada a partir da Biblioteca Pública Imperial, fundada em 1795 por Catarina, a Grande.
Após a repressão da insurreição de Kościuszko, em 1794, e a captura de Varsóvia por Alexander Suvorov, a Biblioteca Załuski, que continha à época mais de 400 000 volumes, foi declarada propriedade do governo russo e troféu de guerra. Seu acervo foi transferido para São Petersburgo, onde passou a fazer parte da Biblioteca Pública Imperial. 
Denis Diderot, que foi à São Petersburgo em 1773 e de lá só saiu na primavera de 1774, dedicou à Rússia uma série de textos escritos após a viagem. E, em seguida, vendeu a sua biblioteca à Catarina, a Grande. 
Estes livros de Diderot e Voltaire foram comprados por 420£000 e unidos aos exemplares oriundos da Biblioteca Załuski, tomados pela Rússia Imperial, para formar a Biblioteca Pública (em russo: Публичная библиотека), em 1795.
Depois que o governo mudou-se de São Petesburgo para Moscovo, a biblioteca continuou a prestar funções como Biblioteca Nacional da Rússia. Em 1925, ela foi nomeada pelo Estado de Biblioteca Pública, e, em 1932, passou a ser chamada de Biblioteca do ME Saltykov-Shchedrin (até 1992). 
A biblioteca tem mais de 17 milhões de volumes de livros e coleções, 450 000 manuscritos e 600 000 jornais.

## Galeria

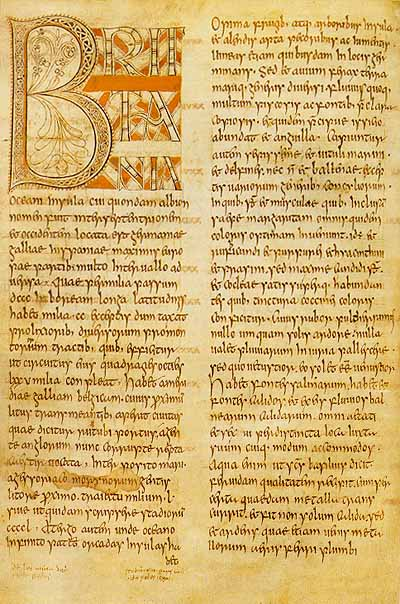
Manuscrito de Beda (746)
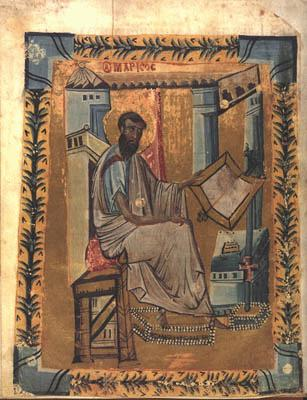
Evangelhos de Trebizonda
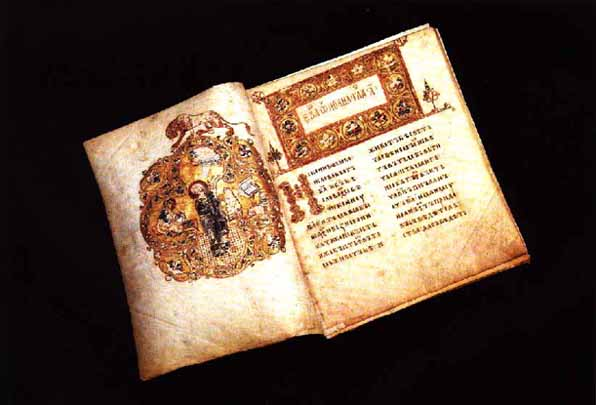
Evangelhos de Ostromir (1056)
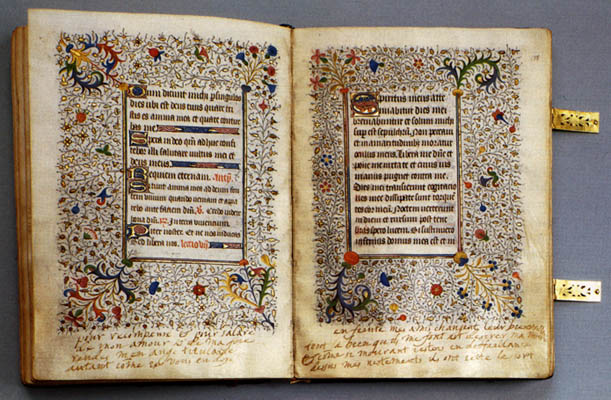
Breviário de Maria I da Escócia (ca 1490)
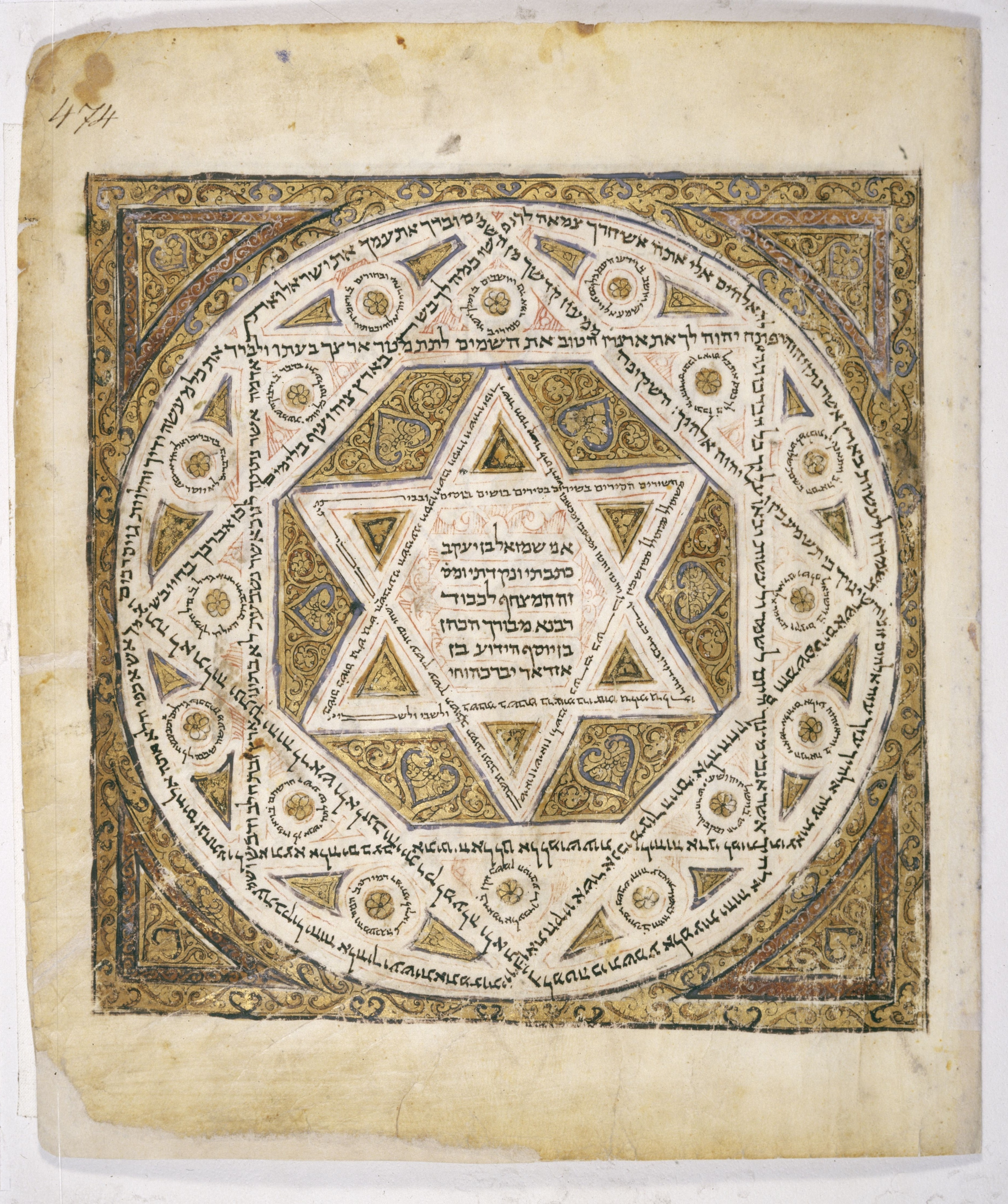
Códice de Leningrado (ca 1010)
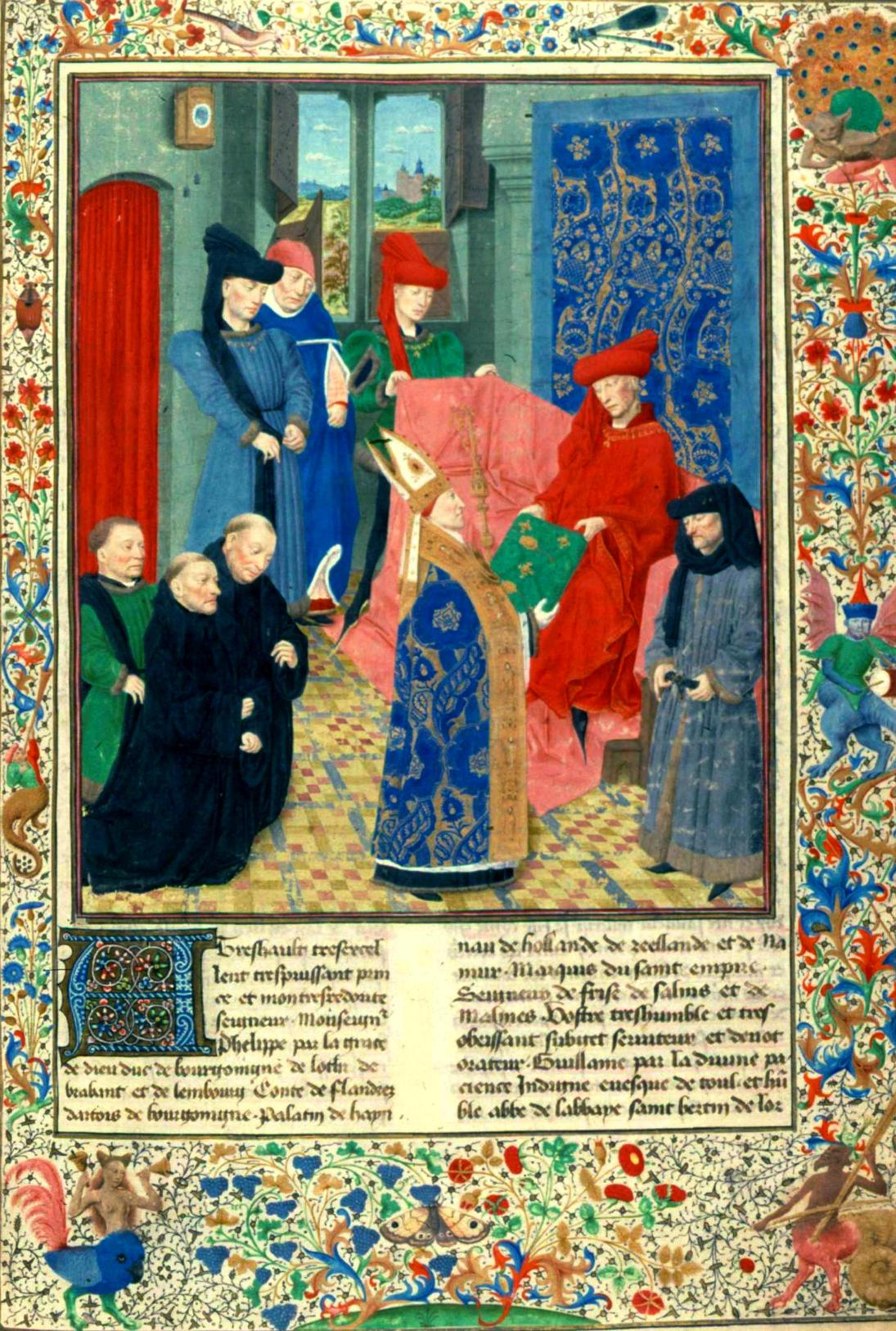
Les Grandes Chroniques de France, de Simon Marmion (ca 1450)
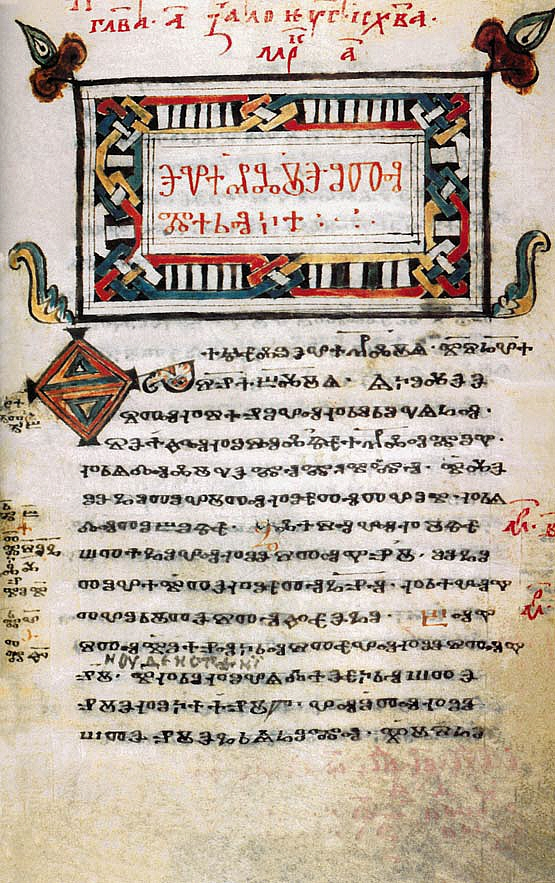
Codex Zographensis (ca 1000)